# Aglaos
Aglau o Aglaos (Aglaus, grec antic: Ἀγλαός) fou un home pobre de Psofis a Arcàdia del que l'oracle de Delfos va dir que era més feliç que el rei Giges de Lídia després que aquest rei havia preguntat si hi havia algun home feliç que ell.
Va viure en temps del rei Cressos.